# Estación Adela
Estación Adela är en ort i Mexiko.   Den ligger i kommunen Allende och delstaten Chihuahua, i den centrala delen av landet, 1 100 km nordväst om huvudstaden Mexico City. Estación Adela ligger 1 599 meter över havet och antalet invånare är 202.
Terrängen runt Estación Adela är huvudsakligen en högslätt. Estación Adela ligger nere i en dal. Runt Estación Adela är det mycket glesbefolkat, med 3 invånare per kvadratkilometer. Närmaste större samhälle är Hidalgo del Parral, 19,6 km sydväst om Estación Adela. Omgivningarna runt Estación Adela är i huvudsak ett öppet busklandskap.